# Chile durante la Primera Guerra Mundial
La participación de Chile en la Primera Guerra Mundial fue un suceso absolutamente diplomático sin la existencia de acciones bélicas oficiales, esto excluyendo la participación de ciudadanos chilenos en las fuerzas armadas de los bandos en conflicto. En un principio, Chile tenía buenas relaciones con países de las Potencias Centrales (como Alemania), sin embargo al transcurso de la guerra se distanció de éstas y se posicionó cercano al bando de los Aliados, a pesar de aquello, en 1917, el presidente Juan Luis Sanfuentes cortó todas las relaciones con los Aliados, alejándose del conflicto y centrándose en el país.

## Historia

### Antecedentes

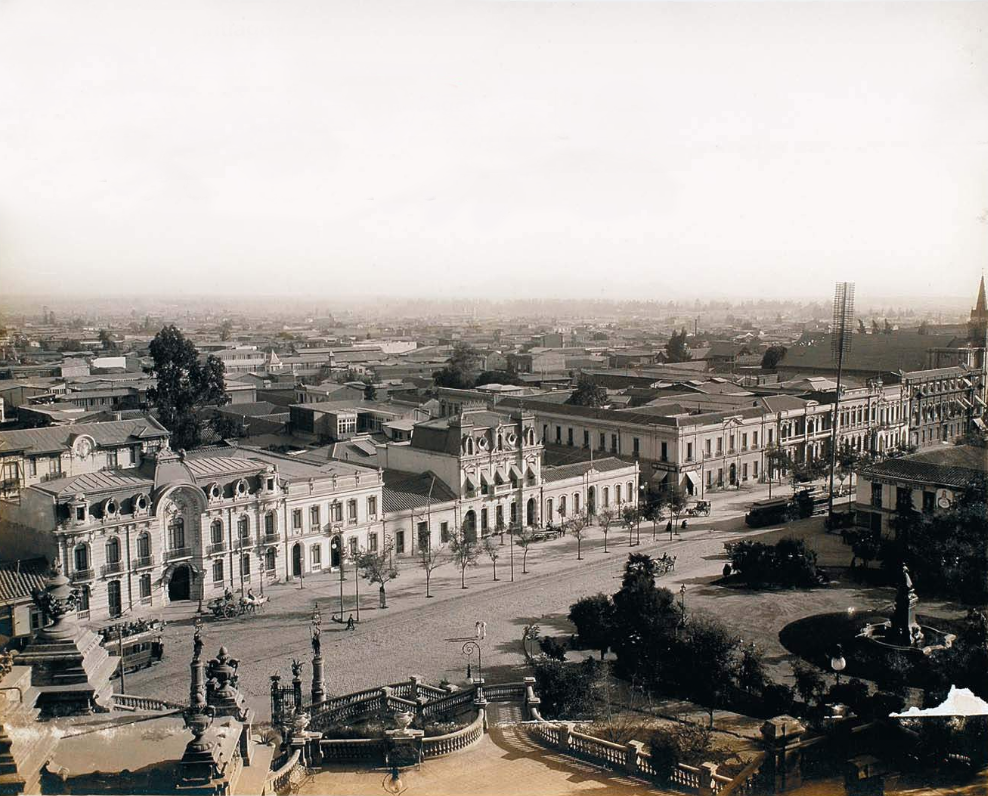
Vista de Santiago, la capital de Chile, en el año 1910.

Las abundantes tensiones que comenzaron en Europa, a finales del siglo XIX, estallaron en julio de 1914 con el asesinato del heredero al trono austro-húngaro, el archiduque Francisco Fernando, dando inicio a la Primera Guerra Mundial. Esta guerra, en un inicio europea, se extendió rápidamente al resto del mundo, repercutiendo en el desarrollo político, social y económico del mundo.

### Inicios

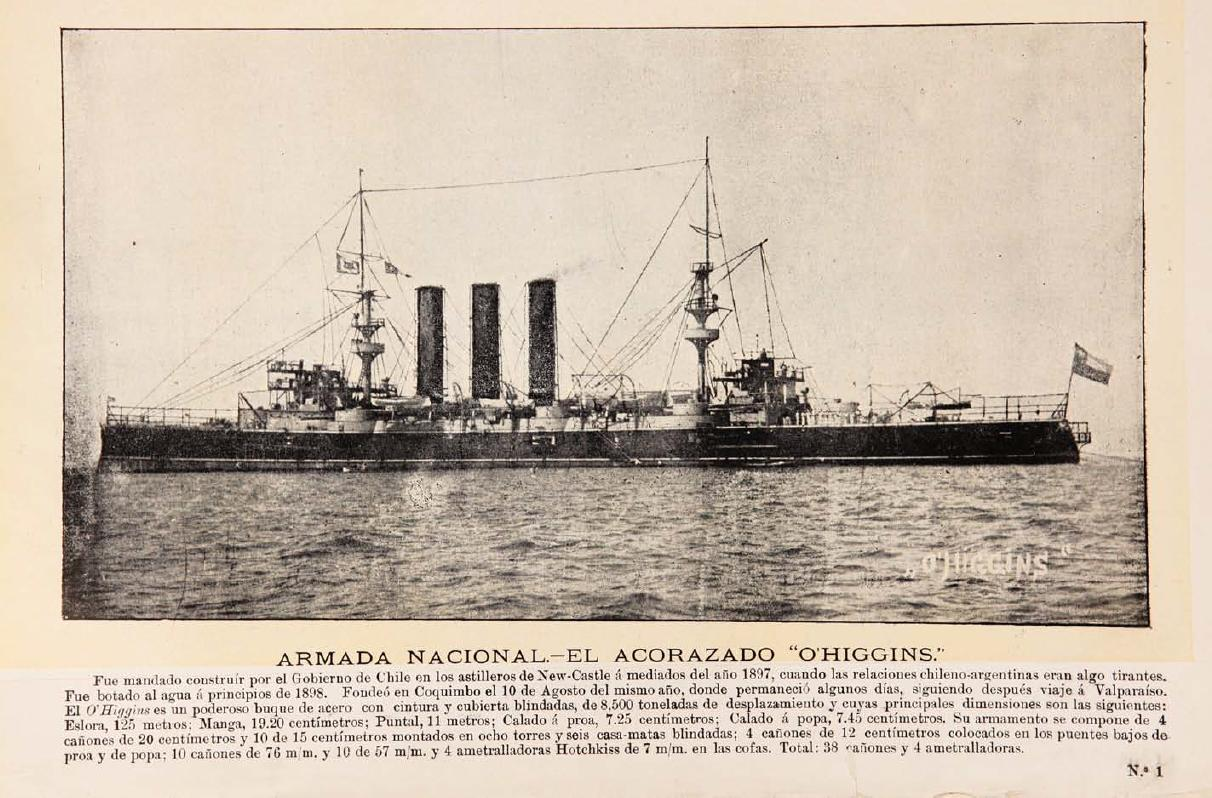
El crucero acorazado chileno O´Higgins, buque insignia de la Armada chilena en esa época.

Al iniciarse el conflicto, las relaciones comerciales entre Chile y los países beligerantes se vieron afectadas debido a que los aliados presionaron para que Chile cortara las relaciones comerciales con Alemania y se uniera al bloqueo económico que lideraban. La situación era sumamente compleja debido a la participación de ambos países antagónicos en la comercialización del salitre. Este mineral era clave para las potencias involucradas en la guerra, ya que era la base para la fabricación de la pólvora, lo que implicó un aumento sostenido en sus ventas para fines bélicos. A este factor se le sumó la ubicación estratégica de Chile en el Océano Pacífico, lo que impulsó la llegada del conflicto marítimo al territorio nacional.
Chile había encargado a los astilleros la construcción de dos acorazados, ya que se encontraba inmerso en la carrera armamentista naval sudamericana y no quería que la Armada chilena se quedara atrás respecto de la Armada argentina y la Armada brasileña, que fueron confiscados por las autoridades inglesas cuando empezó la guerra y puestas en servicio con la Marina Real Británica. Dichos acorazados eran el Almirante Latorre, que se convirtió en el HMS Canada, y el Almirante Cochrane, que acabó convirtiéndose en el portaviones HMS Eagle. El gobierno inglés pagó a Chile para quedarse el HMS Eagle y en 1920 por medio de un nuevo acuerdo entregó a Chile el HMS Canada (que volvió a llamarse Almirante Latorre) y tres destructores y un remolcador.

### Desarrollo

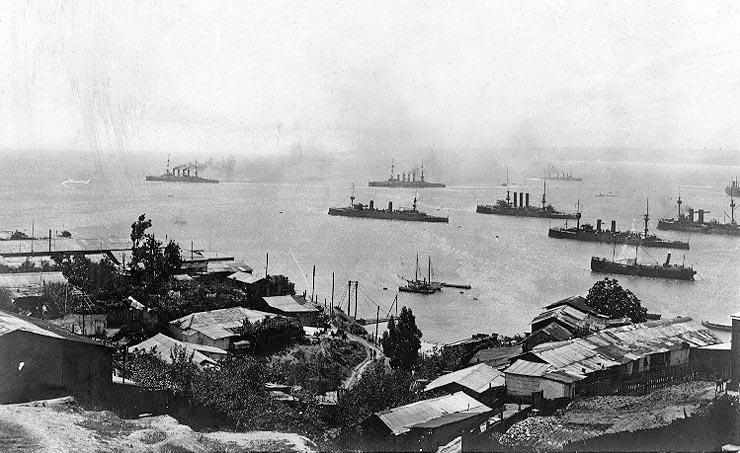
La armada alemana zarpando de Valparaíso el 3 de noviembre de 1914, después de la Batalla de Coronel, en la que hundió a 2 buques británicos frente a las costas chilenas. A media distancia aparecen los cruceros chilenos Esmeralda, O'Higgins y Blanco Encalada, y el viejo acorazado Capitán Prat.

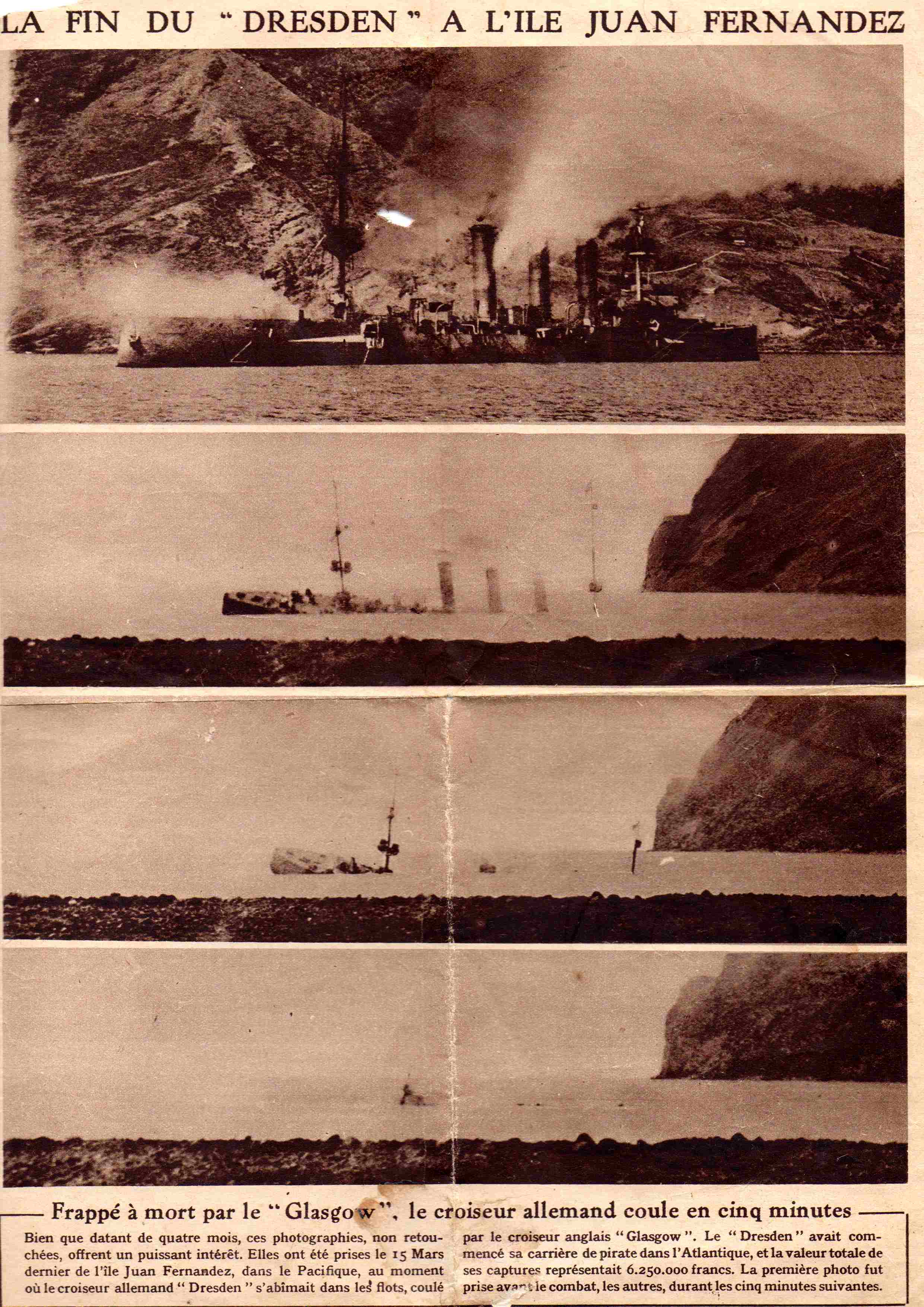
Autohundimiento del crucero alemán SMS Dresden por los propios alemanes el 14 de marzo de 1915 en el Archipiélago Juan Fernández.

En este escenario, el Consejo de Defensa del Estado (CDE) recomendó al presidente de la República Ramón Barros Luco la mantención de la neutralidad, debido a que tanto la distancia geográfica como el interés comercial de Chile, no hacían conveniente para las élites tomar una posición más allá que la defensa de la soberanía. Por ese motivo, la Armada chilena desplegó sus buques por todo el territorio para el monitoreo de la actividad extranjera en los diferentes puertos e islas que podían servir ilegalmente como refugio de abastecimiento.
Sin embargo, pese a que la comunidad internacional reconoció la neutralidad declarada por Chile el 4 de agosto de 1914, esta decisión provocó tensas situaciones en el ámbito de la política exterior. En diversas ocasiones, Chile vio violada su condición como país neutral, principalmente por la presencia de flotas beligerantes en aguas nacionales, las que utilizaban los puertos para la comunicación, reparación, abastecimiento de combustible y de tripulantes. El encuentro entre estas flotas generó enfrentamientos como el ocurrido en noviembre de ese año en la bahía de Coronel (la llamada «batalla de Coronel», entre buques alemanes e ingleses, saliendo victoriosa la escuadra alemana), y posteriormente en la bahía de Cumberland.
A respuesta de esa situación, el gobierno chileno presentó una queja al gobierno alemán por «violación a la neutralidad» al permanecer más del tiempo reglamentario la escuadra alemana en territorio nacional.
El 13 de diciembre de 1915, el Reino Unido promulga el decreto "Trading with the Enemy Act", conocida como la lista negra que limita el comercio con países con fuerte presencia de capitales alemanes, entre ellos Chile. A causa de esto, empresarios alemanes residentes en el país protestan al gobierno chileno acusando discriminación por implementación del decreto inglés, que afectaba a sus intereses económicos.
En 1917, pescadores chilenos descubren que Caleta del Medio, próxima a la ciudad de Caldera, es utilizada como centro clandestino por la flota inglesa. A partir ese año, pese a las presiones del Reino Unido, el gobierno de Chile, presidido ahora por Juan Luis Sanfuentes, rompió todo vínculo con los aliados y comenzó a tomar distancia del conflicto e idear un nuevo paradigma de progreso, sin seguir el modelo de europeo, impulsando la industria nacional y la producción local de bienes facturados. Esta estrategia económica, conocida como «Industria de Sustitución de Importaciones» (ISI), que se expandió luego de la Segunda Guerra Mundial (1939-1945) en América Latina, buscaba reemplazar la importancia de los productos provenientes de Europa y Estados Unidos, fomentando la industria nacional a través de medidas arancelarias y subsidios estatales.
Hacia fines de la Gran Guerra, el gobierno británico ofreció compensar a Chile por la privación de las naves enviadas a construir (los acorazados anteriormente mencionados), y que había empleado en el conflicto, y ofreció entregarle cinco submarinos tipo H, nuevos, que estaban internados en astilleros de Estados Unidos, debido a que este tercer país aún permanecía neutral. Además se ofreció una partida de aeronaves. El gobierno aceptó la compensación propuesta y además compró un sexto submarino, las aeronaves fueron destinadas a la Armada y al Ejército.
Como en el océano Pacífico (continentes de Asia y Oceanía) las posesiones alemanas fueron conquistadas rápidamente al inicio de la guerra por los países aliados (como el Imperio Japonés o el Imperio Británico) eso facilitó que no hubiera tensiones militares ni diplomáticas en torno a la isla de Pascua, que está en la Polinesia y es parte de Chile.

### Final

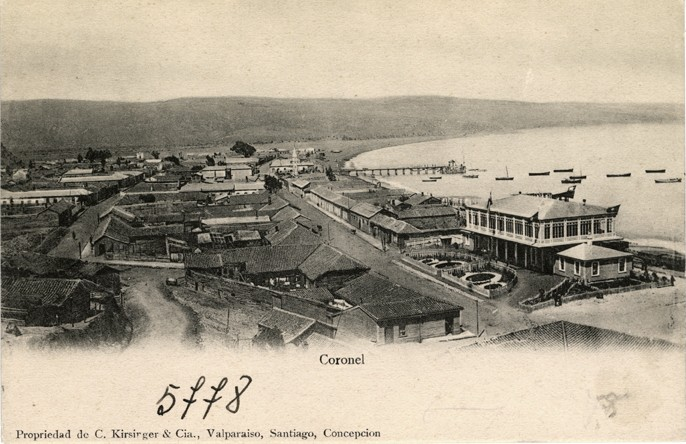
La comuna de Coronel, región del Biobío en 1918.

Tras el fin del conflicto en noviembre de 1918, las relaciones internacionales se restablecieron, activándose nuevamente el comercio con Alemania. Sin embargo, el mercado ya no era el mismo. Europa no sólo estaba devastada por la guerra, sino que, ante el bloqueo de la comercialización del nitrato por parte de los aliados, Alemania creó como sustituto el mineral sintético, que años más tarde llevaría a la quiebra la industria salitrera chilena.

## Chilenos en la Primera Guerra Mundial

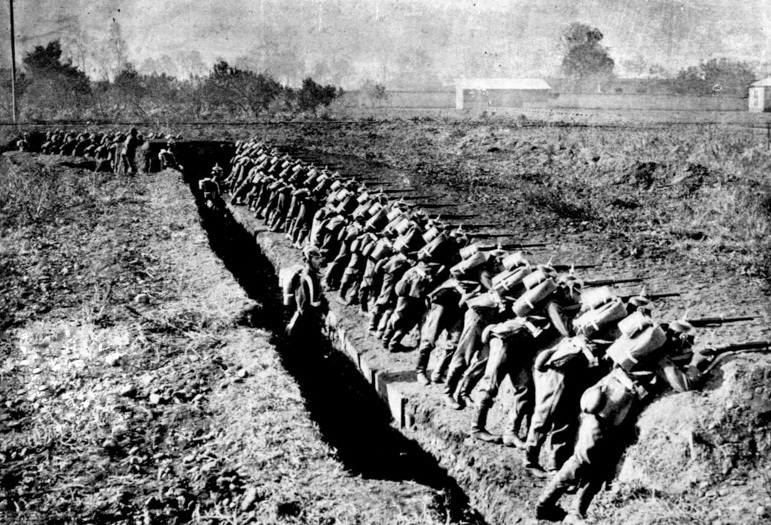
Soldados chilenos entrenado en trincheras en 1903.

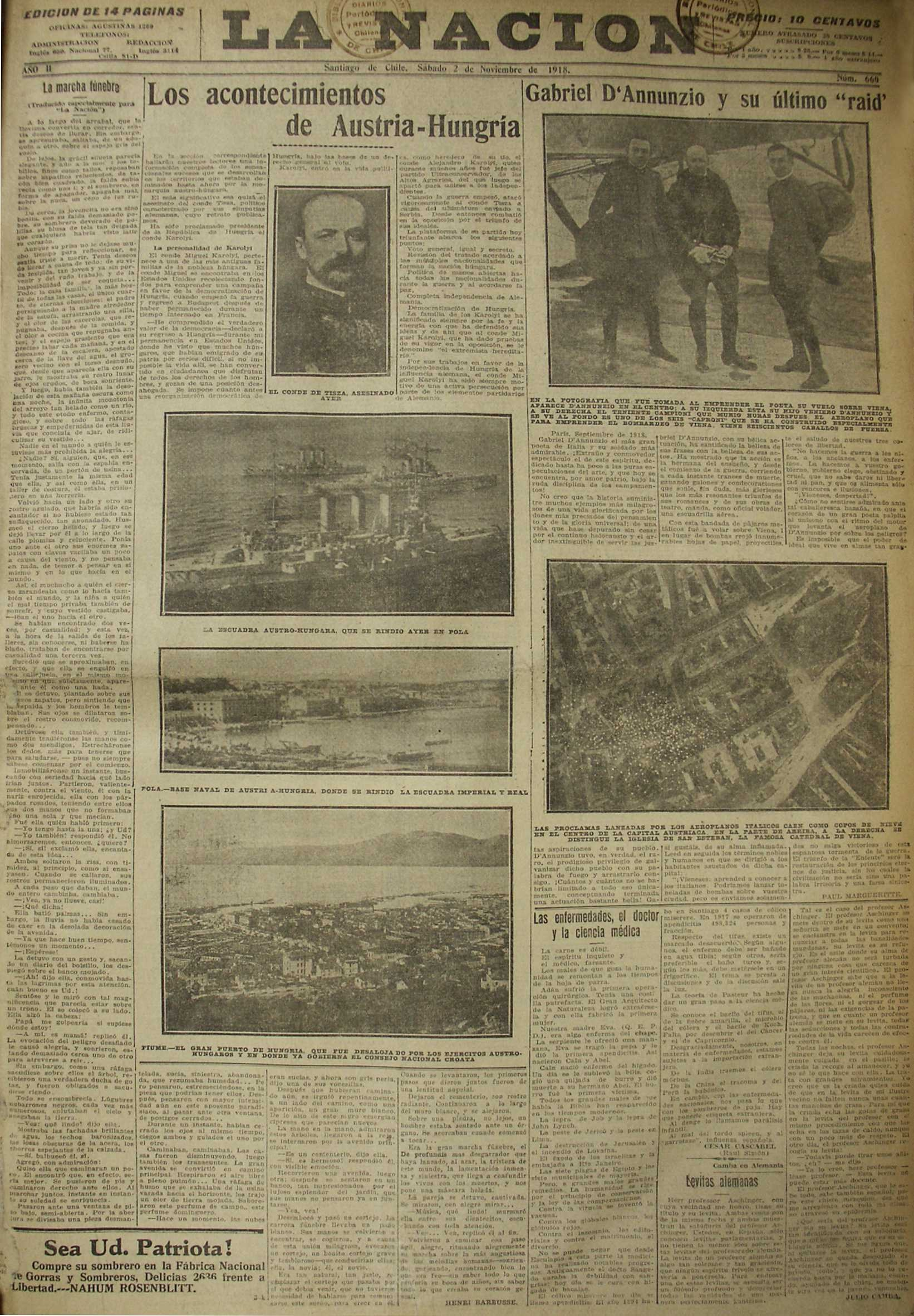
El periódico La Nación informando de las noticias del 2 de noviembre de 1918, pocos días antes de acabar la Gran Guerra.

De manera paralela, un puñado de chilenos vivió el conflicto en primera persona al encontrarse por distintos motivos en Europa. Esto los llevó a enfrentar la guerra desde distintos lugares ya sea como ciudadanos enfrentados a carencias, corresponsales, diplomáticos o incluso peleando en algún frente.
La población chilena que se encontraba en Europa al estallar la guerra era bastante pequeña y heterogénea. Personajes como el pianista Claudio Arrau en Alemania; los pintores Eucarpio Espinosa, Manuel Ortiz de Zárate, Julio Fossa Calderón y Amanda Labarca en Francia; los profesores Bernardo Salinas y Raúl Ramírez estudiaban inglés en Gran Bretaña, y los médicos Ernesto Prado Tagle y Armando Larraguibel se encontraban también en Europa; el historiador, Ricardo Donoso, en España se encontraba becado estudiando. Por otra parte, otros viajeros habían ido de vacaciones, mientras que muchos chilenos estaban instalados hace unos años. Así mismo, el inicio de la guerra hizo que algunos profesionales, como el periodista Carlos Silva Vildósola, fueran a cubrir los sucesos de la guerra.
Al comenzar el conflicto, la gran mayoría de los ciudadanos chilenos pidió la repatriación, proceso que lideró el entonces ministro plenipotenciario de Chile en Reino Unido, Agustín Edwards Mac-Clure, quién resolvió la mayoría de los casos, no sin algunas dificultades debido a que las compañías navieras habían suspendido sus servicios. Superada la emergencia inicial, los casos aunque cada vez menores, eran mucho más dramáticos. Hubo chilenos de origen alemán convertidos en prisioneros de guerra por los ingleses, por considerárseles de nacionalidad enemiga; otros se vieron enrolados en el ejército contra su voluntad; mientras que para los que quedaban en ciudades situadas, la salud, la lentitud en las comunicaciones y la falta de recursos económicos, fueron otros de los graves problemas que debieron enfrentar.